# Tru Veld
Tru veld es un personaje perteneciente a la saga Star Wars.
Perteneciente a la raza teevan, fue Padawan del maestro Ry Gaul. Fue amigo de Anakin Skywalker ya que ambos compartían su amor por las máquinas. En una misión a Korriban, Tru pidió ayuda a Ferus Olin para reparar su Sable láser. Anakin lo averiguó y se puso celoso por lo que no advirtió a Trev de que a pesar de la reparación su sable podía fallar cuando más lo necesitase pues no se había arreglado adecuadamente. Como consecuencia de esto otra Padawan llamada Darra Thel-Tanis murió.
- Datos: Q5677817